# Dušan Radojčić (pedagog)
Dušan Radojčić (Lipova /Lippó u Mađarskoj/, studeni 1871. - ?), pedagog. Tri razreda realne škole završio u Osijeku, a Učiteljsku školu u Somboru 1890. godine. Do I. svjetskog rata učiteljevao u Dunasečuju (Mađarska). Bio je član Eparhijskog školskog i administrativnog odbora budimskog, perovođa crkvene opštine i jedan od aktivista učiteljskog zbora mohačkog. Na učiteljskom zboru 4. (16) - 5. (17) VIII. 1898. godine u Kišfalubi (Branjini), dobio je nagradu za obrađenu temu iz računske nastave "Obrada prve desetice u prvom razredu".
Govorio je njemački i mađarski. Godinama je objavljivao u pedagoškom časopisu "Školski odjek". Pisao je pedagoške članke i izvještaje o radu Eparhijskog školskog odbora budimskog. Za povijest pedagogije zanimljiv je njegov članak "Srpske škole u Baranji". 
Podaci o mjestu i godini smrti nisu utvrđeni.
Literatura: mr Drago Njegovan: "Znameniti Srbi iz Baranje (od početka XVI. do sredine XX. veka)", u "Međunarodni naučni skup Srbi u istočnoj Hrvatskoj", Osijek, 2003, str. 129-140.